# Нептун (деревня)
Нептун — деревня в Пестречинском районе республики Татарстан. Входит в состав Екатериновского сельского поселения.

Располагается в километре от федеральной трассы М-7 "Волга" и в 200 метрах от села Новоникольского. Деревня примечательна необычным названием.
 
В деревне 2 улицы.